# Mathematics Genealogy Project
Mathematics Genealogy Project är en webbaserad databas med den akademiska genealogin för matematiker. Den innehåller information om över 200 000 matematiska forskare.